# Veinte de Noviembre, Parácuaro
Veinte de Noviembre är en ort i Mexiko.   Den ligger i kommunen Parácuaro och delstaten Michoacán de Ocampo, i den södra delen av landet, 300 km väster om huvudstaden Mexico City. Veinte de Noviembre ligger 400 meter över havet och antalet invånare är 699.
Terrängen runt Veinte de Noviembre är platt söderut, men norrut är den kuperad. Runt Veinte de Noviembre är det ganska tätbefolkat, med 111 invånare per kvadratkilometer. Närmaste större samhälle är Apatzingán, 11,6 km väster om Veinte de Noviembre. I omgivningarna runt Veinte de Noviembre växer huvudsakligen savannskog.